# 白音大赉
白音大赉（？—？），蒙古族，内札薩克蒙古卓索图盟苏鲁克（今遼寧省彰武县）人。清末蒙古族反清抗垦起义的主要领袖之一。

## 生平
1904年，白音大赉首先发动牧民武装抗垦，在彰武、靖安、洮南地区流动作战。1906年陶克陶胡起义之后，以驱逐旗内垦民、保护蒙古土地作为口号，在郭尔罗斯前旗、科尔沁右翼前旗、科尔沁右翼后旗转战。后来，陶克陶胡会同牧民起义军白音大赉部，以索伦山作为据点，组织了200人的决死队，抗击进行围剿的清军。
宣统二年二月（1910年），陶克陶胡带着很少的人自索伦山出发，进入俄国。白音大赉则继续率起义军同清军战斗。一次，奉天巡防队后路统领瑞禄设计安抚并诱捕白音大赉，被白音大赉识破后逃走。张勋为此将瑞禄免职。张作霖率部自东乌珠穆沁旗回归的途中，获悉白音大赉已转至洮南府，乃派巡防队赶到洮南府进行围剿，管带蔡永镇率军攻占了起义军防地。白音大赉带少数起义军突围，撤回索伦山。张作霖率部包围索伦山，在山中搜索，但未见起义军踪迹。张作霖随即悬赏捉拿白音大赉。宣统二年七月十日，科尔沁右翼前旗台吉色力布密报白音大赉及起义军的隐藏地，并充向导。张作霖乃调军突袭，义军大部分伤亡。白音大赉被俘，后因伤势过重而在狱中逝世。